# Genômica evolutiva

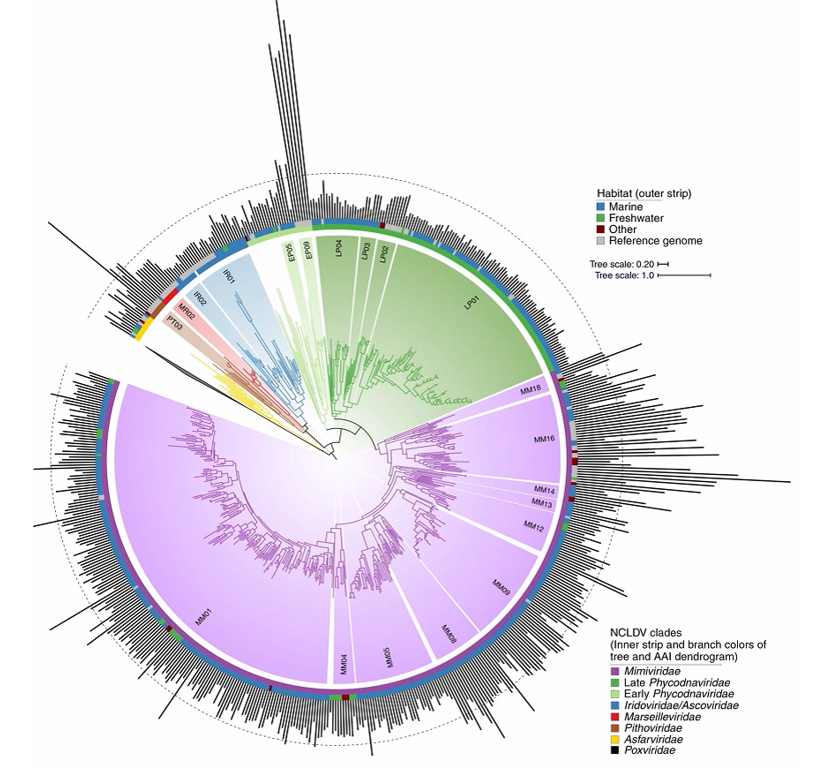
Evolução de vírus nuclear

Genômica evolutiva se refere a como componentes de um genoma podem mudar tanto dentro de uma espécie quanto entre espécies em uma escala de tempo evolutiva. A interpretação de qualquer mudança na estrutura e/ou conteúdo do genoma é geralmente feita em um contexto filogenético comparativo. Através disso, a determinação genômica promove uma oportunidade para conhecer e descrever a evolução, possibilitando uma compreensão dos níveis genômicos

## História da biologia molecular
Desde 1880,  discussões acerca do conteúdo do material genético eram debatidas no campo científico, surgindo questões quanto ao núcleo celular como sede da hereditariedade e a constituição do material genético. Em 1953, foi descoberta a dupla hélice do DNA, modelo atualmente aceito para descrever a estrutura do DNA. Em 1970, com a técnica do DNA recombinante, um grande impulso foi gerado promovendo uma revolução na biotecnologia, os laboratórios de pesquisa passaram a realizar procedimentos de clonagem e o sequenciamento de um gene por vez, prosseguindo a análise após descobertas de propriedades interessantes nos genes estudados. As transformações na biologia a levaram a ser um dos focos centrais da Big Science, abrindo novos campos de pesquisas e possibilitando uma gama de invenções e inovações.
Procedimentos como a criação de mapas genéticos clássicos para um locus gênico para isolar o DNA codificador de um gene, até a determinação do sequenciamento genético eram procedimentos antes demorados. Com o avanço das técnicas da biologia molecular, a manipulação do DNA em laboratório tornou-se algo recorrente. A partir da década de 1980, os laboratórios puderam utilizar frequentemente marcadores moleculares para analisar o material genético das mais diversas espécies da biota. Com um esforço em conjunto, pesquisadores ao redor do mundo perceberam a capacidade de sequenciar e clonar o genoma inteiro de um organismo. A partir disso, foram criados os projetos genoma, tornando as sequencias genéticas e os clones publicamente disponíveis. A partir da disponibilização desses recursos publicados, quando um pesquisador se interessava por um gene cujo genoma tenha sido anteriormente sequenciado, tornou-se necessário apenas descobrir onde o gene se encontra localizado no mapa genômico para conseguir estudar a sua sequência e possivelmente a função deste gene. Por meio desses avanços, pôde-se adquirir uma valiosa informação quanto à identificação de sequências genômicas específicas, possibilitando a avaliação de modelos evolutivos.

## A informação genômica
O genoma inclui toda a informação genética ou material hereditário de um organismo. A definição de genoma caracteriza-o seja como o conjunto completo de DNA de um organismo ou o conjunto de cromossomos. Cada genoma contem todas as informações necessárias para gerar e manter a célula ou um organismo. O termo genoma foi criado por Hans Winkler em 1920 para descrever o conjunto de cromossomos haploides que, em conjunto com um protoplasma pertinente, especifica os fundamentos materiais de uma espécie. Muitas décadas após ter sido criado o termo genoma ainda faltavam informações sobre o mecanismo a partir do qual as células copiam as informações para formação de novas células. Atualmente muito mais se conhece sobre o genoma, havendo amplos dados genômicos disponíveis em bancos de dados como o GenBank, onde encontra-se informação sobre bilhões de pares de bases dos mais diversos genomas, incluindo de Eukarya, Archaeae e genomas bacterianos, além de dezenas à centenas de genomas virais, organelas genômicas e sequências plasmídicas. A definição de genoma permanece similar com a inicialmente determinada, no entanto, com adaptações à medida que o conhecimento foi gerado. Com a genômica moderna, é descrito que diversos fatores não genomicos são capazes de alterar a forma como a informação do genoma é traduzida para a expressão de alguma característica (fenótipo). Uma definição mais ampla, portanto, é sugerida por Aaron Goldman &  Laura Landweber como uma entidade informativa geralmente manifestada a partir do DNA, mas não sempre, e que codifica um amplo conjunto de possibilidades funcionais que, em conjunto com outras informações, são capazes de gerar e manter um organismo.

### Gene
A descrição clássica do gene o define como uma unidade hereditária que possui estrutura, função e localização definidas. A definição clássica de gene, contudo, sobrepõe o conceito mendeliano de unidade hereditária ao conceito molecular clássico, tornando a definição sobre sucessivos processos de revisão e reformulação. Os problemas quanto ao conceito de gene eram apresentados devido à noção como unidade. A partir de 1961,  Jacob e Monod trouxeram uma revolução sobre a função e regulação gênica com o modelo de operon lac. Com este modelo, ultrapassou-se a ideia de que os genes simplesmente agiam para a ideia de que os genes deviam ser ativados, podendo encontrar-se em estado inativo nas células. Outros avanços caracterizavam-se pela distinção entre genes estruturais e regulatórios, compreendendo-se a ideia de que o DNA também apresenta, além dos genes, regiões regulatórias não transcritas, mas que estão relacionadas aos processos de regulação da transcrição. A definição de unidade presente na definição do gene pôde ser problematizada a partir do conceito de operon lac, de forma que diferentes genes, genes estruturais e regulatórios, são capazes de agir como uma unidade resultando em um produto.
Uma definição moderna do gene o define como uma região localizável de sequência genômica, correspondendo a uma unidade de herança, que está associada a regiões regulatórias, regiões transcritas e/ou outras regiões de sequência funcional.

### Alelo

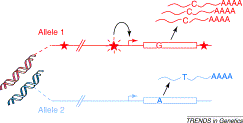
A imagem ilustra a diferença nucleotídica entre os dois alelos. O alelo vermelho apresenta uma guanina na sequência nucleotídica especificada, enquanto o alelo azul apresenta uma adenina. Devido a diferença entre os dois alelos, o alelo em vermelho é capaz de produzir uma maior quantidade de produto transcrito, apresentando, portanto, um diferente fenótipo.

Os genes apresentam diferentes formas tanto dentro de um indivíduo quanto entre indivíduos, isso ocorre devido ao cromossomo que carrega duas versões de um gene. As diferentes versões de um gene são denominadas como alelos. Os alelos, contudo, podem diferir entre um ou diversos nucleotídeos dentre as centenas ou milhares de nucleotídeos que compõe o gene.
A mudança de um nucleotídeo de uma sequência genética caracteriza-se como uma mutação, podendo alterar o produto da tradução genética.

### Regiões do genoma não codificadoras
Uma grande fração do genoma eucarioto é composta por DNA não codificante e que, portanto, não tem o seu conteúdo traduzido em produtos como proteína. Em humanos, por exemplo, cerca de apenas 3% do genoma codifica para RNA's, sendo que apenas metade disso codifica proteínas, enquanto aproximadamente 98% do nosso genoma não codifica proteínas.  O genoma de procariotos, por sua vez, possui grande parte dos seus genes voltados à tradução de proteínas e RNA's estruturais, de modo que uma pequena fração do seu DNA está alocada em regiões inter-gênicas, apresentando normalmente funções regulatórias. Sejam bactérias ou representantes de Archaea, uma pequena fração do DNA, cerca de 6-14%, é composta de DNA não codificador.

### Elementos de transposição
O genoma dos diferentes domínios da vida contêm mais do que genes de cópias únicas, mas também sequências repetidas e dentre elas os elementos de transposição com capacidade de se movimentar, tornando o genoma dinâmico e flexível. Tais sequências foram herdadas no passado evolutivo e hoje encontram-se em sua maior parte em um estado inativo.
Os elementos de transposição seriam entidades do genoma capazes de se deslocar dentro de um cromossomo, encontram-se presentes em abundância em micro-organismos procariotos. Foram gradualmente encontrados entre diferentes organismos ao longo dos anos de pesquisas e avanços das técnicas da biologia molecular, sendo encontrados em Escherichia coli ao final da década de 70, em drosophila melanogaster em 1778 e, com o início da era genômica, tornou-se possível a elucidação de cromossomas e genes de um dado indivíduo. A partir das técnicas de sequenciamento genômicas observou-se a abundância desses elementos em praticamente todos os organismos biológicos. Desde os mais simples como bactérias, até os mamíferos superiores como os humanos.
Estruturalmente, os elementos de transposição são constituídos por segmentos de DNA localizados em regiões não codificadoras, mas também podem apresentar-se em regiões codificadoras. A capacidade desses caracteres genômicos se dá em sua capacidade de saltar de um sítio para outro no DNA, além de desempenhar diferentes papéis, influenciando nas características perceptíveis de um indivíduo.

## Aumento da complexidade genética
Em muitos organismos o tamanho do genoma correlaciona-se positivamente com o tamanho da célula e negativamente com a taxa de divisão celular. Em organismos procariotos as células possuem um comprimento médio de 1-5 micrômetros e genomas mais compactos; como comparação, as células dos eucariotos apresentam um comprimento médio de 5-100 micrômetros e genomas maiores. Por sua vez, o genoma menor de procariotos replica-se mais rapidamente e a divisão celular é mais rápida que nos eucariotos. Uma explicação para o aumento de complexidade biológica ao longo da história evolutiva pode ter ocorrido com um nível mais alto de regulação gênica, modificações pós tradução do material genético —  estima-se, por exemplo, que para cada gene humano hajam três proteínas modificadas adquirindo funções diferentes —, bem como eventos de splicing alternativo resultando em muito mais proteínas. Outra hipótese sugere uma correlação entre o aumento de complexidade e a expansão e acúmulo  de sequências não-codificadoras no genoma durante a história evolutiva das espécies. Essas regiões não-codificadoras estariam envolvidas em funções regulatórias produzindo diferentes perfis de expressão gênica, gerando diferentes linhagens celulares

## Evolução do tamanho genômico e C-value

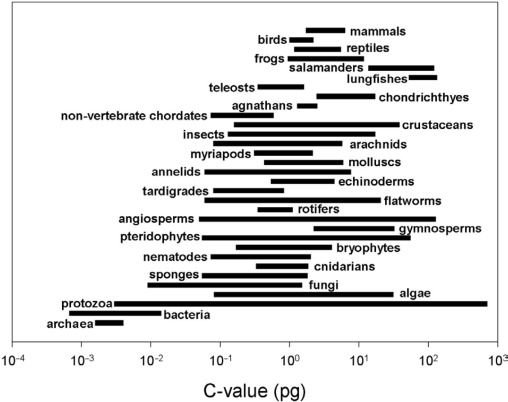
A análise comparativa do tamanho genômico entre diferentes espécies com diferentes níveis de complexidade revela a quebra de expectativa de que organismos mais complexos como mamíferos conteriam uma maior quantidade de DNA que organismos menos complexos como protozoários

A evolução do tamanho genômico dos organismos celulares não é uma característica exclusiva de um táxon especifico (terminal filogenético), mas uma característica de interesse biológico universal. A variação do tamanho genômico entre os organismos pode influenciar no tamanho celular devido aos efeitos no tamanho do núcleo e na taxa de divisão celular.
Por volta do final da década de 1940 houve um grande interesse em conhecer a quantidade de DNA localizada nas células de diferentes tecidos de um organismo, seja em termos de massa de DNA ou em abundância referente ao RNA. Em 1948 André Boivin e seus estudantes realizaram análises comparativas do DNA contido em diferentes tecidos, de modo a computar a concentração de DNA em tecidos preparados e dividir essa concentração pelo número de núcleos estimados. Os resultados dos estudos propuseram que o núcleo de cada tecido contêm uma quantidade aproximadamente igual de DNA, o conteúdo deste DNA nos tecidos constitui-se, no entanto, como o dobro do material genético presente em células espermáticas. A partir disso, foi caracterizada uma notável constância do conteúdo nuclear de DNA nas células de indivíduos de uma mesma espécie. Hewson Swift em 1950 realizou cuidadosas análises do DNA contido em núcleos individuais em vários tecidos  de diferentes espécies de organismos, confirmando as expectativas das hipóteses sobre a constância do DNA. A partir das anotações de Swift foi produzido o termo C-value, utilizado para referir-se ao conteúdo total de DNA presente em um genoma haploide.
A constância do tamanho genômico dentro das espécies trazia, contudo, uma questão paradoxal, implicando que tal constância é provavelmente proporcional ao número de genes. Uma hipótese intuitiva quanto ao estudo do tamanho genômico seria que com o aumento da complexidade dos organismos haveria um aumento proporcional do número de genes entre as espécies ao longo da evolução. Um resultado das análise genômica comparativa pode ser observada na imagem ilustrando os diferentes valores de C-value entre as espécies. As comparações genômicas são capazes de demonstrar uma maior quantidade de DNA em células de organismos menos complexos como a salamadra, em comparação com a quantidade de DNA presente em células de organismos mais complexos como as aves domésticas. Apesar das expectativas quanto a quantidade de DNA entre organismos menos e mais complexos, o conteúdo de DNA não possui uma necessária correlação com o número esperado de genes, de modo que alguns organismos simples são capazes de possuir mais DNA que outros mais complexos, o genoma, no entanto, apresenta mais DNA do que é necessário para explicar o número de genes previstos, havendo grande quantidade de DNA não codificante presente no genoma.

## Fatores evolutivos
John Brookfield cita haver dois pontos de vistas sobre os processos evolutivos que moldaram as populações selvagens (um indivíduo selvagem seria aquele que apresenta o padrão não mutante para determinada condição fenotípica). O primeiro é que quase todas as características fenotípicas possuem uma variância genética e, portanto, se a seleção natural age sobre os fenótipos então as populações irão responder genetica e fenotipicamente. Neste primeiro modelo, o determinante se uma população encontra-se em mudanças adaptativas através da evolução se dá através da relação entre o seu fenótipo e as demandas de um ambiente em mudança.  O segundo ponto de vista contraria a primeiro, discutindo que este infere que as populações sempre conteriam informação genética adequada suficiente para responder às mudanças ambientais, ao invés disso, indaga-se que a adaptação de uma população é condicional à presença de novas mutações, de modo que as populações podem ser melhoradas por  meio de aquisição de novas mutações benéficas. Nestes pontos de vista, dois fatores centrais são discutidos: o papel da seleção e mutação nos processos evolutivos.

### O processo evolutivo da mutação
A mutação é a fonte de variação genética, sendo adaptativa, neutra ou deletéria. Ao longo dos anos a teoria evolucionista com origem na síntese moderna tem sido discutida. Os críticos argumentam que o viés da mutação e de desenvolvimento podem explicar a origem das adaptações de maneira independente ou além da seleção natural. Embora a seleção seja o único mecanismo aceito, dentre os quatro processos evolutivos clássicos  na teoria evolucionista padrão (deriva genética, mutação, recombinação e seleção), agindo como um promotor de adaptação, a mutação pode possuir uma força direcional na evolução adaptativa, em adição à força de seleção. Convém esclarecer sobre o entendimento do se trata a força direcional da mutação. Devido às influências internas e externas que o organismo sofre, mutações que poderiam ser entendidas como um processo aleatório de mudanças no genoma e que posteriormente encontram-se sujeitas à forças de seleção na natureza, podem, contudo, ter a sua expressão não necessariamente como um processo aleatório. Como exemplo, pode se citar que mutações são diretamente influenciadas por fatores como temperatura e radiação ultravioleta. A forma como a mutação acontece, no entanto, não ocorre de maneira tendenciosa para o aumento de aptidão dos organismos, tal como se respondesse imediatamente a alguma mudança de requisito. Isso apenas ocorreria caso essas mudanças de requisitos demandada pelo ambiente tenham sido um fator previsível na história evolutiva do organismo, de modo que a seleção tenha operado sob as taxas de mutação de uma determinada região gênica para aumentar a evolucionabilidade.  As mutações não encontram-se distribuídas aleatoriamente no genoma, tal que diferentes regiões do genoma apresentam diferentes taxas de mutações. As diferentes taxas de mutação no genoma podem ser consequentes de restrições estruturais ou devido à seleção para diferentes taxas de mutações ideais.

## Mecanismos de alteração genômica
A evolução do genoma pode contribuir para a diversidade genética e produção de novidades evolutivas. Neste processo incluem-se mudanças quantitativas no que concerne ao conteúdo do material genético e qualitativas quanto à alterações estruturais. Inversão, deleção, inserção ou translocação constituem-se como mudanças estruturais, sendo capazes de contribuir para a diversidade dos organismos.

### Duplicação
A duplicação é capaz de alterar o tamanho genômico. A duplicação pode ocorrer entre segmentos adjacentes no cromossomo caracterizando-se como tandem de repetição ou pode ocorrer em segmentos diferentes do cromossomo ou até mesmo em cromossomos diferentes, também podendo ocorrer a duplicação de um cromossomo inteiro ou até de um genoma (poliploidia).
Como resultado da duplicação pode ocorrer aumento de produtos como fatores de transcrição (proteínas capazes de efetuar a regulação gênica, podendo ativar genes, bem como regular a expressão de outras proteínas), além de poder aumentar os sinais para transdução gênica.

### Inversão
A inversão se refere ao fenômeno no qual há mudança em 180 graus na direção de um segmento cromossômico. A quebra ocorre em dois sítios diferentes do cromossomo, o qual é girado e reinserido. Tal mutação não altera a quantidade do material genético, pois não resulta em perdas ou ganhos de sequencias nucleotídicas.
Como rearranjos balanceados, considerando que não altera quantitativamente o conteúdo genético, tais mutações comumente não causam problemas aos portadores, a menos que um dos pontos de quebra durante e evento de inversão danifique um gene funcional. Apesar disso, pode causar significante desequilíbrio cromossômico em sua descendência, como resultado de implicações no pareamento e segregação cromossômica.

### Deleção
Deleções cromossômicas incluem perda de pedaços do cromossomo resultando em perda de genes do genoma
Como consequências, deleções podem causar deficiências danosas nos indivíduos acometidos.  Como consequência da deleção pode haver alteração na leitura da sequência nucleotídica, alterando o produto de transcrição com a codificação de aminoácidos anormais, também podem ser deletados genes com importantes funções para produção de determinadas proteínas, causando diversas síndromes clínicas

### Inserção
O termo inserção refere-se à adição de um ou mais pares de bases nitrogenadas no material genético.
Assim como a deleção, a inserção também pode alterar o quadro de leitura das sequências nucleotídicas. A mutação pode resultar na produção de proteínas anômalas com funções prejudicadas.

### Translocação
Neste tipo de mutação, há transferência de segmentos de um cromossomo para o outro, a troca geralmente ocorre entre cromossomos não homólogos. A translocação, contudo, pode caracterizar-se como recíprocas quando ocorre troca de seguimentos entre cromossomos que sofreram quebras, bem como não recíprocas quando o seguimento de um cromossomo se liga a outro, mas não há troca entre eles.
As mutações de translocação podem perturbar a estrutura de um gene, bem como causar inativação gênica. Com eventos de translocação são descritas consequências como ativação de oncogenes (genes associados a tumores), tal como ocorre com a translocação entre o cromossomo 9 e 22 observada na doença da laucemia mielóide crônica.

## Conservação da biodiversidade
O estudo com espécies provê uma comum de biodiversidade, seja em teoria e natureza. A especiação é um processo prolongado de populações conectadas para espécies não ambíguas com taxas variáveis de fenótipos, ecologia e divergência genética. A maioria das espécies, contudo, não são geneticamente uniformes e são muitas vezes muito estruturadas em históricas populações isoladas que representam a diversidade genética para a conservação. A análise genômica é capaz de oferecer uma resolução dissimilar sobre as estruturas que cruzam fronteiras taxonômicas.  Comparações entre os genomas das espécies podem revelar eventos únicos de linhagens em particular que podem contribuir para as diferenças na fisiologia, no comportamento ou na anatomia. Os referidos eventos podem incluir, por exemplo, o ganho e a perda de genes individuais ou de grupos de genes. Com os novos recursos da genômica, são propiciadas oportunidades e desafios para a  implementação efetiva de estratégias de conservação que visem proteger tanto as espécies quanto a diversidade genética.

## Genética populacional
Os dados genéticos-populacionais contribuem para a compreensão da diversidade observada na prevalência de enfermidades  e nas respostas aos tratamentos disponíveis entre as diferentes populações do mundo. A diversidade genética humana revela a base para esta heterogeneidade observada na medicina, considerando que diferentes histórias evolutivas dos diferentes grupos humanos guardam informações e possíveis respostas para questões epidemiológicas ainda não resolvidas.
Até o final de 2013, os exomas de mais de 100.000 indivíduos haviam sido sequenciados, no custo atual de apenas aproximadamente US$ 500 por exoma. Um poder do sequenciamento do exoma particularmente importante é a identificação das mutações de novo (mutações que não estão presentes em seus genitores) nos indivíduos. As referidas mutações são responsáveis por muitas doenças genéticas de aparecimento espontâneo cujas origens não seriam reveladas por meio de estudos tradicionais com base no heredograma. Como tal, o sequenciamento do exoma inteiro atualmente é uma ferramenta diagnóstica clínica em rápida difusão. E assim como o sequenciamento do exoma pode ser utilizado para identificar diferenças genéticas entre os indivíduos, ele também pode ser utilizado para identificar diferenças entre células normais e anormais, tais como células cancerosas. O câncer é um grupo de doenças genéticas nas quais combinações de mutações de genes contribuem tipicamente para a perda do controle do crescimento e metástase. Compreender quais alterações genéticas são comuns a cânceres em particular ou a subconjuntos de cânceres não apenas aumentará a nossa compreensão sobre o câncer, mas também promete impactar o diagnóstico e o tratamento de modo poderoso.

## Bioinformática evolutiva
A sequência genômica é um código altamente criptografado que contém a informação bruta para a construção e o funcionamento dos organismos. O estudo do conteúdo de informação dos genomas é denominado bioinformática.
Tendo em vista que as proteínas presentes em uma célula determinam amplamente sua morfologia e propriedades fisiológicas, uma das primeiras prioridades na análise e na anotação do genoma é tentar determinar um inventário de todos os polipeptídios codificados pelo genoma de um organismo. Esse inventário é denominado proteoma do organismo.
A principal abordagem para a produção de uma lista de polipeptídios é utilizar a análise computadorizada da sequência do genoma para prever as sequências de mRNA e polipeptídios, uma parte importante da bioinformática. O procedimento é procurar por sequências que apresentem as características de genes. Essas sequências seriam do tamanho de um gene e compostas por códons com sentido após a remoção de possíveis íntrons. As sequências apropriadas das extremidade 5′ e 3′ estariam presentes, tais como os códons de início e de parada. As sequências com essas características típicas de genes são denominadas matrizes de leitura abertas (ORF, open reading frames). Para encontrar candidatos a ORF, programas de computador realizam a varredura da sequência do DNA em ambos os filamentos em cada matriz de leitura. Tendo em vista que existem três possíveis matrizes de leitura em cada filamento, existem seis matrizes de leitura possíveis no total.
E embora um grande número de resultados obtidos por meio dessas técnicas mostre o avanço da genômica evolutiva, existem muitos resultados de baixa qualidade e isso gera ruído em estudos, para solucionar isso, se busca oferecer artigos científicos online e de acesso aberto, de autores de alta relevância. O uso de técnicas cada vez mais avançadas de sequenciamento vem se tornando cada vez mais importante. Com estudos em genomas de plantas e de humanos, simulações de computador são ferramentas analíticas muito úteis para entender relações demográficas e de adaptação.